# Gorre
Gorre é uma comuna francesa na região administrativa da Nova Aquitânia, no departamento de Alto Vienne. Estende-se por uma área de 16,17 km². Em 2010 a comuna tinha 405 habitantes (densidade: 25 hab./km²).